# Ник Скелтън
Никълъс Дейвид Скелтън (на английски: Nicholas David "Nick" Skelton) британски конен ездач, състезаващ се в дисциплината прескачане на препятствия.
Роден е в графство Уоруикшир, Англия на 30 декември 1957 г. Започва да язди първото си пони (на име Оксо) на възраст едва 18 месеца.
По-късно започва да напредва бързо в конния спорт. Печели 2 сребърни медала на отборно първенство и златен медал на индивидуално първенство през 1975 г.

## Постижения

### Постижения от олимпийски игри
1. 2012: Лондон – Екип на Златен медал с Big Star
2. 2016: Рио – Индивидуална Златен медал с Big Star
3. 1980: Ротердам – Екип на сребърен медал с Maybe

### Постижения от световни първенства
1. 1982: Дъблин – Екип на бронзов медал с Ако някога
2. 1986: Аахен – Екип на сребърен медал и индивидуален бронзов медал с Apollo
3. 1990: Стокхолм – Екип на бронзов медал с Grand Slam
4. 1998: Рим – Екип на бронзов медал с Надеждите са високи

### Постижения от европейски първенства
1. 1985: Динар. Екип на Златен медал и индивидуален 4-ти с St. James
2. 1987: Санкт Гален. Екип на Златен медал и Индивидуална бронзов медал с Apollo
3. 1989: Ротердам. Екип на Златен медал с Apollo
4. 1991: Ла Бол. Екип на сребърен медал с Phoenix Park
5. 1993: Хихон. Екип на сребърен медал с Dollar Girl
6. 1995: Санкт Гален. Екип на сребърен медал с Dollar Girl
7. 2011: Мадрид. Екип на бронзовата и индивидуален бронзов медал с Карло 273

### Постижения от европейски първенства за младежи
1. 1974: Люцерн. Екип на сребърен медал с Може би
2. 1975: Дорнбирн. Екип на сребърен медал и индивидуален златен медал с OK

### Други постижения
Volvo World Final Cup
1. 1995: Гьотеборг. Победител с Dollar Girl

Hickstead Derby
1. 1987: Победител с J Nick
2. 1988: Победител с Apollo
3. 1989: Победител с Apollo

King George V Gold Cup
1. 1984: Победител с St. James
2. 1993: Победител с Limited Edition
3. 1996: Победител с Катлийн III
4. 1999: Победител с Надеждите са високи